# František Lhotský
František Lhotský (17. října 1884 Břežany nad Ohří – 17. března 1954 Praha) byl český obchodník, průmyslník a podnikatel v potravinářství. Založil a vlastnil roku 1920 úspěšný průmyslový závod Továrna specielních cukrovinek František Lhotský v pražské Michli, vyrábějící především cukrovinky a bonbony. Roku 1921 uvedla firma na trh populární větrové bonbony Hašlerky, kterými se proslavila. Podnik se následně vypracoval na jeden z největších závodů svého druhu v Československu.

## Život

### Mládí
Narodil se v Břežanech nad Ohří (později součást města Budyně nad Ohří) nedaleko Litoměřic do rodiny statkáře Františka Lhotského a jeho manželky Anny. Studoval na školách v Libochovicích a v Ústí nad Labem. Jeho otec posléze přišel o rodinný statek a záhy nato zemřel. František tak musel zanechat studia a vyučil se obchodníkem ve strýcově obchodě v Ledvicích u Duchcova. Pracoval pak také v koloniálu v Žatci.

### Podnikání

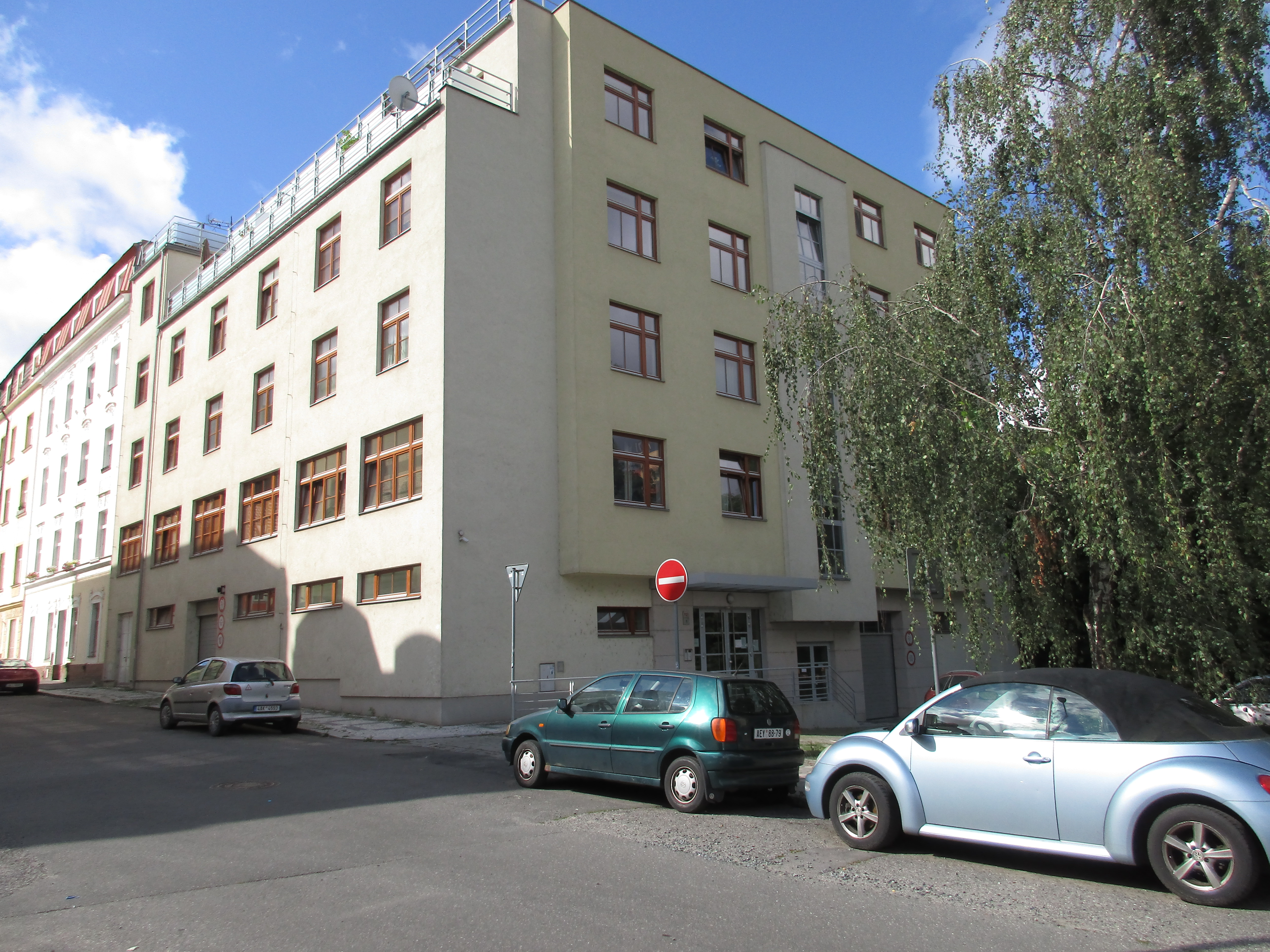
Bývalý areál továrny F. Lhotský z roku 1935

Následně se přestěhoval do Prahy, kde byl napřed zaměstnán v několika prodejnách, poté začal provozovat obchod v Trojické ulici na pražské Moráni. V době první světové války byl Lhotský zařazen jako administrativní pracovník v Praze a nadále tak mohl vést svůj obchod. Podnikáni se mu dařilo, ihned po válce otevřel nový výrobní závod v Belgické ulici na Královských Vinohradech, roku 1920 byl tak zřízen nový výrobní závod v Michli u břehu Botiče. Oženil se s Marií Košťálovou z Prahy.

### Hašlerky
V obchodě začal František Lhotský nabízet také větrové bonbony, které roku 1877 vynalezl jistý německý lékárník. Ty byly nabízeny pod názvem Caruso-Hustenbonbon, které odkazovaly na operního pěvce Enrica Carussa, kterého měly údajně zachránit před ztrátou hlasu před vystoupením, z výroby vídeňské firmy Erich Kirstein. Nabízené pastilky ale neměly v Praze očekávaný úspěch.

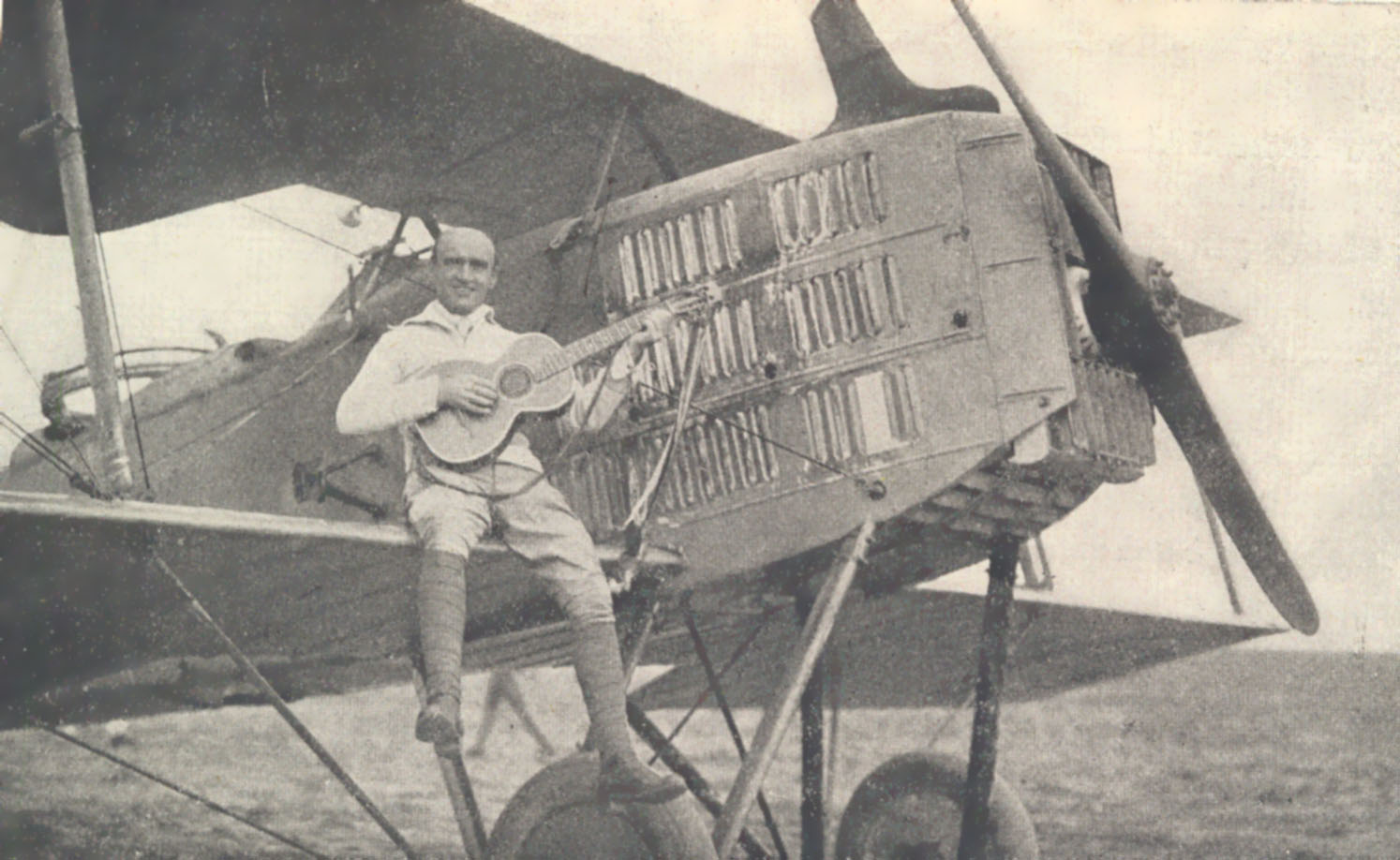
Herec a písničkář Karel Hašler, který propůjčil své jméno pro Lhotského větrové bonbony

Aby zvýšil zájem o své lékořicové bonbony, začal je ve svém závodě vyrábět sám a po získání písemného souhlasu je nabízel s užitím jména věhlasné české operní pěvkyně Emmy Destinnové, Destinky. Ani tento krok však čísla prodejů nijak nezvedal. Lhotský se rozhodl produkt opět přejmenovat, tentokrát oslovil pražského písničkáře Karla Hašlera, známého svými šlágry a z vystupování v kabaretu Červená sedma v Paláci Rokoko. Ten s nabídkou souhlasil a následně tak byly roku 1921 větrové bonbony uvedeny pod názvem Hašlerky. Tento obchodní tah se ukázal jako mimořádně úspěšný a proslavil Lhotského závod po celém Československu.
V letech 1933 až 1935 došlo k výstavbě nové tovární budovy na stejném pozemku podle návrhů architekta Rudolfa Hraby, který vytvořil koncept polyfunkčního domu na půdorysu písmene „U“. Přízemí a východní trakt objektu sloužil výrobě, zbylá část byla určena k bydlení a administrativě. Návrh byl roku 1934 upraven architektem Františkem Roithem a posléze též architektem Ladislavem Štrausem.

### Po roce 1948
Po převzetí moci ve státě komunistickou stranou v Československu v únoru 1948 byla rodinná firma znárodněna a přejmenována, Lhotský přišel o většinu svého podnikatelského i soukromého majetku. Ztrátu podniku těžce nesl, v následujících letech byl pak stižen záchvatem mrtvice, jeho zdravotní stav se horšil. Roku 1954 byl vydán příkaz, aby opustil svůj byt, ještě předtím ale v Praze zemřel.

### Úmrtí
František Lhotský zemřel 15. března 1954. Pohřben byl na Libeňském hřbitově.